# Книга I Палатинской (Греческой) антологии
Книга I Палатинской (Греческой) Антологии (лат. Liber I Anthologiae Graecae, Liber I Anthologiae Palatinae, от др.-греч. ἄνθος — цветок, цвет, лучшая часть; обозначается AG I, AP I) — первая из 15 книг сборника греческих эпиграмм, составленного в X веке. Константином Кефалой в Византии. Содержит христианские эпиграммы византийского периода.

## Книга I как исторический источник
Всего в Книге I размещено 123 эпиграммы на христианский сюжет. В книге представлена подборка посвятительных стихотворений различных авторов IV—IX веков, в которых прославляются христианские символы и реликвии: Клавдиана, Марина, Нила Схоластика, Агафия Миринейского, патриарха Софрония, Григория Богослова, Менандра Протектора, Игнатия Грамматика, Михаила Картофилакса, Георгия Писиды. Кроме того, несколько стихотворений императрицы Евдокии (Афинаиды).
В эпиграммах упоминаются: храм святой Софии в Константинополе, Влахернский храм Богоматери в Константинополе, Студийский храм святого Иоанна Крестителя в Константинополе, храм святого Фомы Амантийского в Константинополе, храм святого Феодора в Сфоракии в Константинополе, храм святых апостолов Петра и Павла в Константинополе, храм архангела Михаила, расположенный в заливе Керас близ Константинополя, храм святого мученика Полиевкта, храм святой Евфемии Олибрии в Константинополе, храм святого Агафоника в Константинополе, храм святого Василия в Кесарии, колонна святого Даниила Столпника при входе в гавань Боспора Фракийского, храмы Эфеса и Мальты, Хризотриклиний Мадзарина в Константинополе, храм пресвятой Богородицы в области Пэгэ близ Константинополя, Голгофский камень в Иерусалиме; император Константин I, император Феодосий II, императрица Евдокия, императрица Евдоксия, императрица Плакидия, император Юстин I, император Юстин II и его жена Элия София, император Юстиниан I и его жена Феодора, император Михаил I; очень подробно освещены благодеяния аристократки Аникии Юлианы.

## Издания и переводы
- The Greek Anthology with an english translation by W.R. Paton. London, 1916 (оригинал и англ. перевод)
- Anthologia Graeca. Griechisch — Deutsch. Ed. H. Beckby. München, 1958 (оригинал и нем. перевод)
- Anthologie grecque. Première partie" T.I: Livres I—IV. Texte établi et traduit par P. Waltz. 1re édition 1929 ; 2e édition 1960. 3e tirage 2002. XC, 208 p. (оригинал и франц. перевод)
- Греческая эпиграмма. / Под ред. и с вступ. ст. Ф. Петровского. Сост. Ф. Петровского и Ю. Шульца. М., 1960.
- Памятники византийской литературы IV—IX вв. / отв. ред. Л. А. Фрейберг. М., 1968.
- Культура Византии IV — первая половина VII в. / отв. ред. З. В. Удальцова. М., 1984.